# Macrojoppa scutellaris
Macrojoppa scutellaris är en stekelart som först beskrevs av Szepligeti 1900.  Macrojoppa scutellaris ingår i släktet Macrojoppa och familjen brokparasitsteklar. Inga underarter finns listade i Catalogue of Life.